# Marina Berlinghieri
Marina Berlinghieri (Pisogne, 13 settembre 1968) è una politica italiana appartenente al Partito Democratico.

## Biografia
Possiede il diploma accademico di magistero in scienze religiose; è inoltre insegnante di religione cattolica nelle scuole secondarie superiori.
È eletta deputata per la circoscrizione IV in Lombardia alle elezioni politiche del 24-25 febbraio 2013.
Alle elezioni politiche del 4 marzo 2018 viene riconfermata deputata della XVIII legislatura, durante la quale ricopre il ruolo di vicecapogruppo del Partito Democratico alla Camera dei Deputati.
Alle elezioni politiche del 2022 non si ricandida per un seggio in Parlamento.